# Manuele Cricca
Manuele Cricca (né le 7 janvier 1981 à Ravenne) est un joueur italien de volley-ball. Il mesure 2,00 m et joue central.

## Clubs
| Club                  | De        | À         |
| --------------------- | --------- | --------- |
| Volley Forlì          | 2001-2002 | déc 2004  |
| Schio Sport           | jan 2005  | avr 2005  |
| Fenice Volley Isernia | 2005-2006 | 2005-2006 |
| Top Volley Latina     | 2006-2007 | 2006-2007 |
| Pallavolo Loreto      | 2007-2008 | 2008-2009 |
| Pallavolo Padoue      | 2009-2010 | 2011-2012 |
| PRC Ravenne           | 2012-2013 | ...       |

## Palmarès
Néant.